# Papperslyktan

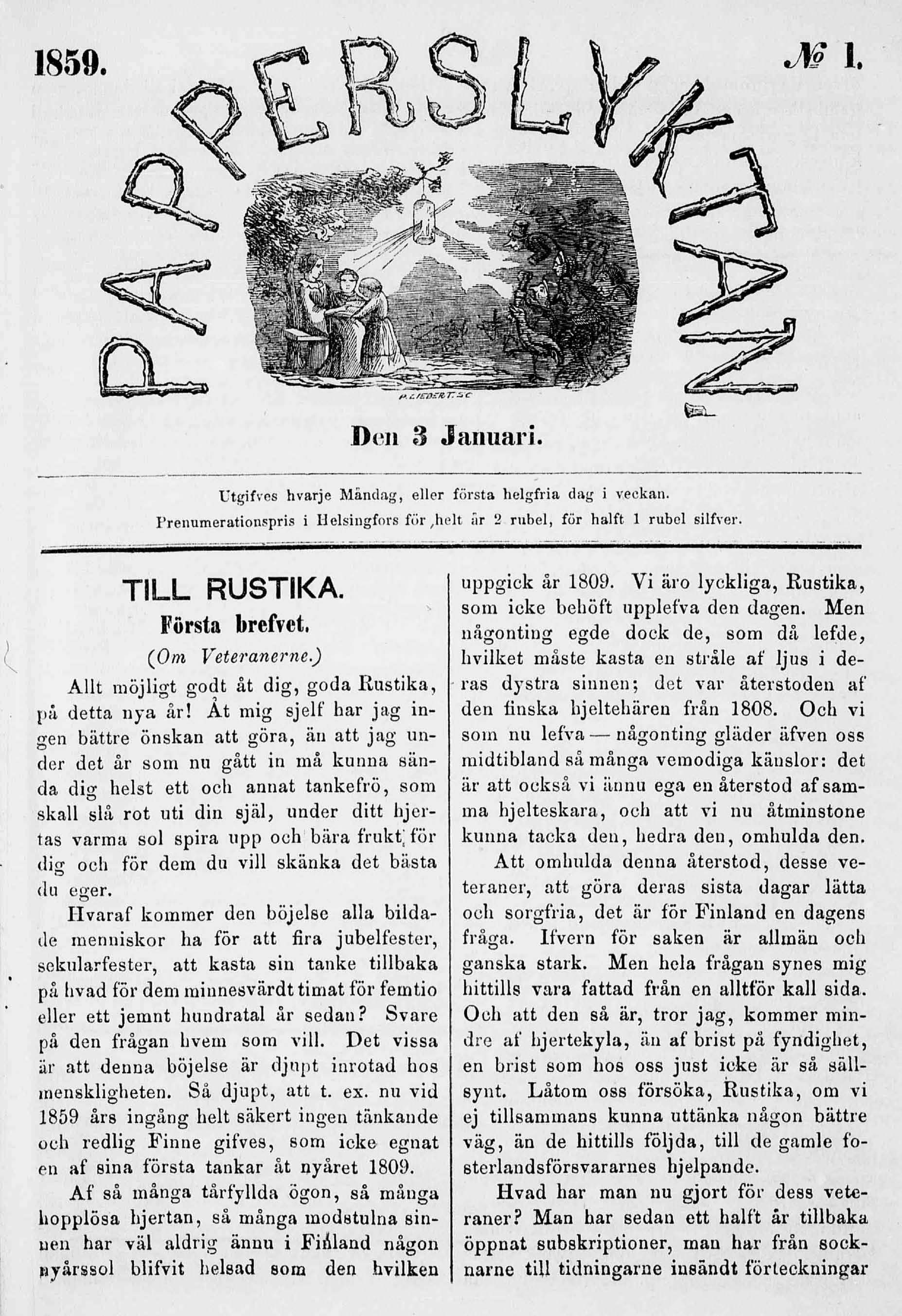
Papperslyktan N:r 1 1859

Papperslyktan var en liberal veckotidning, som utkom i Helsingfors första vardagen varje vecka 1859-1861 förutom ett provnummer i december 1858. 
De två första årgångarna redigerades av August Schauman och den tredje årgången av Edvard Bergh och Robert Lagerborg. Tidningen åtnjöt på sin tid popularitet, inte bara för sitt omväxlande och väl valda innehåll, utan främst på grund av det skickliga sätt, varpå bladet trots stränga censurförhållanden förstod att beröra politiska frågor för dagen. När det konstitutionella livet återuppväcktes i Finland på 1860-talet, blev  Papperslyktans spalter emellertid för trånga. Den nedlades och fick till efterträdare Helsingfors Dagblad (1862-87).